# Mirta Acuña de Baravalle

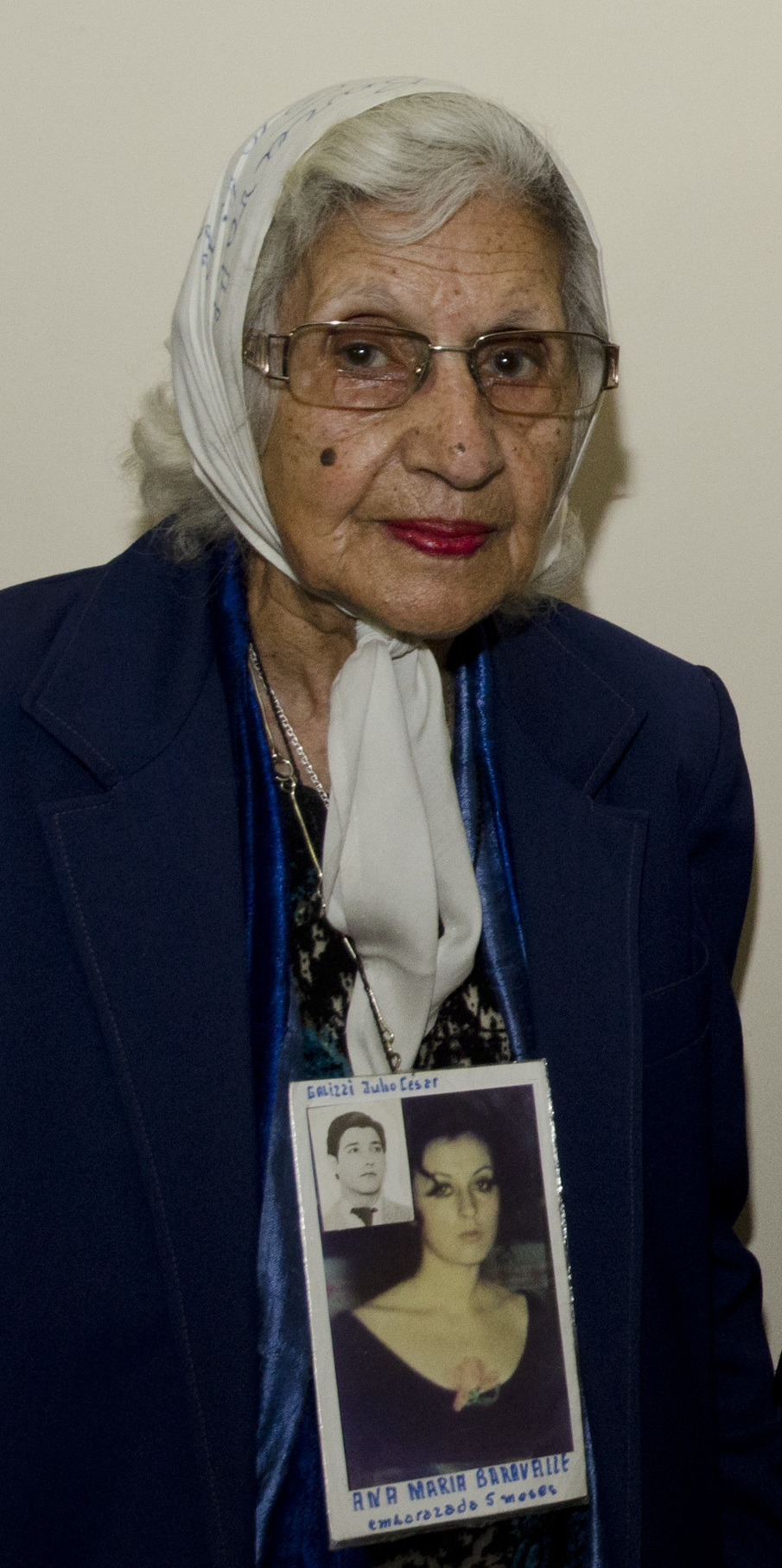
Mirta Acuña de Baravalle (2014)

Mirta Acuña de Baravalle (* 1925 in Uribelarrea, Buenos Aires; † 2. November 2024) war eine argentinische Menschenrechtsaktivistin und Mitbegründerin der Organisationen Madres de Plaza de Mayo und Abuelas de Plaza de Mayo. Sie setzte sich jahrzehntelang für die Aufklärung des Schicksals ihrer während der Militärdiktatur verschwundenen Tochter und ihres Enkelkindes ein.

## Leben und Wirken
Acuña de Baravalle wurde 1925 in Uribelarrea, Provinz Buenos Aires, geboren. Ihre Tochter Ana María Baravalle wurde am 20. März 1948 in Buenos Aires geboren und studierte Soziologie. Sie arbeitete im Finanzministerium und engagierte sich sozial. Ana María war mit Julio César Galizzi verheiratet.
Am 27. August 1976 wurden Ana María und Julio César Galizzi in ihrem Haus im Partido San Martín von Sicherheitskräften entführt. Zu diesem Zeitpunkt war Ana María im fünften Monat schwanger. Ihr Aufenthaltsort blieb unbekannt, und sie gelten seither als verschwunden.
Nach der Entführung ihrer Tochter begann Mirta Acuña de Baravalle eine intensive Suche nach ihr und ihrem ungeborenen Enkelkind. Sie wandte sich an Behörden, Kirchen und Menschenrechtsorganisationen, jedoch ohne Erfolg. Bei ihren Nachforschungen traf sie auf andere Mütter in ähnlicher Situation. Anfang 1977 lernte sie in der Organisation Familiares de Detenidos y Desaparecidos por Razones Políticas y Gremiales Beatriz Neuhaus kennen.
Am 30. April 1977 schloss sie sich einer Gruppe von 14 Frauen an, die sich erstmals auf der Plaza de Mayo trafen, um Informationen über ihre verschwundenen Kinder zu fordern. Dieses Treffen gilt als Gründung der Madres de Plaza de Mayo, zu deren Mitbegründerinnen Mirta zählt.
Da einige Mütter, darunter Mirta, auch nach ihren in Gefangenschaft geborenen Enkelkindern suchten, erkannten sie die Notwendigkeit spezifischer Strategien. Mirta spielte eine entscheidende Rolle bei der Bildung einer Untergruppe innerhalb der Madres, die sich diesem Anliegen widmete. Sie betonte, dass die Suche nach den Enkelkindern andere Ansätze erforderte als die nach Erwachsenen. Die Gruppe traf sich an Orten wie dem Café Tortoni, um gemeinsame Aktionen zu planen. Diese Gruppe entwickelte sich später zur Organisation Abuelas de Plaza de Mayo, deren Mitbegründerin Mirta ebenfalls war.
Während ihrer langjährigen Aktivität setzte sich Mirta für die Aufklärung der Verbrechen der Militärdiktatur und die Wiederherstellung der Identität der entführten Kinder ein. Am 3. Juni 2011 sagte sie im Prozess über den systematischen Plan zur Aneignung von Minderjährigen aus. Sie nahm bis ins hohe Alter an den wöchentlichen Donnerstagsdemonstrationen auf der Plaza de Mayo teil und war Mitglied der Madres de Plaza de Mayo-Línea Fundadora.
Am 2. November 2024 verstarb Mirta Acuña de Baravalle im Alter von 99 Jahren, ohne das Schicksal ihres Enkelkindes geklärt zu haben.